# وینستون دوک
وینستون دوک (به انگلیسی: Winston Duke) (زادهٔ ۱۵ نوامبر ۱۹۸۶) بازیگر اهل توباگو است که در ایالات متحده آمریکا اقامت دارد. از فیلم‌های شاخص وی می‌توان به بازی در پلنگ سیاه و انتقام‌جویان: جنگ ابدیت و فیلم سینمایی ما
(us) اشاره کرد.